# Hendrik Nijsingh (1778-1840)
Hendrik Nijsingh (Westerbork, 6 september 1778 - aldaar, 17 september 1840) was een Nederlandse schulte, maire en burgemeester.

## Leven en werk
Nijsingh was een zoon van de schulte van Westerbork Jan Tijmen Nijsingh en Wilhelmina Alingh. Van moederszijde was hij een kleinzoon van de schulte van Gasselte, Jan Alingh. Van vaderszijde waren al zijn voorvaders in rechte lijn schulte van Westerbork geweest. Zijn oudst bekende voorvader Luitge Nijsingh werd in 1566 door Eigenerfden en Ridderschap van Drenthe aangesteld tot schulte van Westerbork en in 1575 door Filips II.
Nijsingh was al voor 1812 schulte van Westerbork. Hij volgde zijn in december 1804 overleden vader in deze functie op. De functie van schulte, van 1811 tot 1813 maire genoemd, werd in de plattelandsgemeenten van Drenthe vanaf 1825 officieel betiteld als burgemeester. Nijsingh vervulde deze functie tot zijn overlijden in september 1840.
Nijsingh bezat samen met zijn twee broers (Jan en Lucas) en twee zusters het Nijssingh-erf in Westerbork, dat van zijn in 1804 overleden vader was geweest. Na het overlijden van zijn broer Lucas kwam het Nijssingh-erf in 1863 in het bezit van zijn neef Jan Tymen Kymmell. Deze liet de bestaande bebouwing grotendeels slopen en bouwde er een herenhuis dat in Westerbork Kymmell's börchien of Kymmel's burcht werd genoemd. Het huis lag tegenover een bosje, waar later het gemeentehuis van de toenmalige gemeente Westerbork werd gebouwd. Kymmell's burcht werd in 1925 afgebroken.